# Johan Baptist Haglund
Johan Baptist Haglund, född 19 januari 1794 i Västra Skrukeby församling, Östergötlands län, död 23 februari 1867 i Kimstads församling, Östergötlands län, var en svensk präst.

## Biografi
Haglund föddes 1794 i Västra Skrukeby församling. Han var son till salpetersjudaren Per Haglund och Stina Maja Persdotter. Haglund blev höstterminen 1814 student vid Uppsala universitet och prästvigd 22 april 1821. Han blev 26 mars 1825 brukspredikant vid Finspång, tillträde direkt. Haglund fick 1 december 1825 hovpredikants namn, heder och värdighet. Han avlade pastoralexamen 21 december 1832 och blev 18 februari 1835 kyrkoherde i Kimstads församling, tillträde 1835. Haglund avled 1867 i Kimstads församling.

### Familj
Haglund gifte sig 10 november 1835 med Emilia Carolina Jacobsson (1808–1889). Hon var dotter till bruksläkaren Matthias Jacobsson och Ulrica Fahlstedt vid Finspång. De fick tillsammans barnen läkaren Carl Johan Emil Haglund (1837–1901) i Norrköping, källarmästaren Per Emanuel Matthias Haglund (1838–1906) i Norrköping, Emelie Johanna Adelaide Haglund (1842–1843), Ernst Hjalmar Christopher Haglund (1843–1846), ingenjören Richard Ephraim Malachias Haglund (född 1846) i Norge och komministern Seth Edvard August Haglund i Holms församling.

### Översättningar
- 1834 – Adalberts Bekentnisse von Theremin, Linköping.[4]
- 1839 – Don Estevan och Zamora. Berättelse ur L'Historie des Inqvisitions Releigieuses par de la Vallé, Norrköping.[4]